# Prasophyllum odoratum
Prasophyllum odoratum är en orkidéart som beskrevs av Richard Sanders Rogers. Prasophyllum odoratum ingår i släktet Prasophyllum och familjen orkidéer. Inga underarter finns listade i Catalogue of Life.